# Elvirasminde

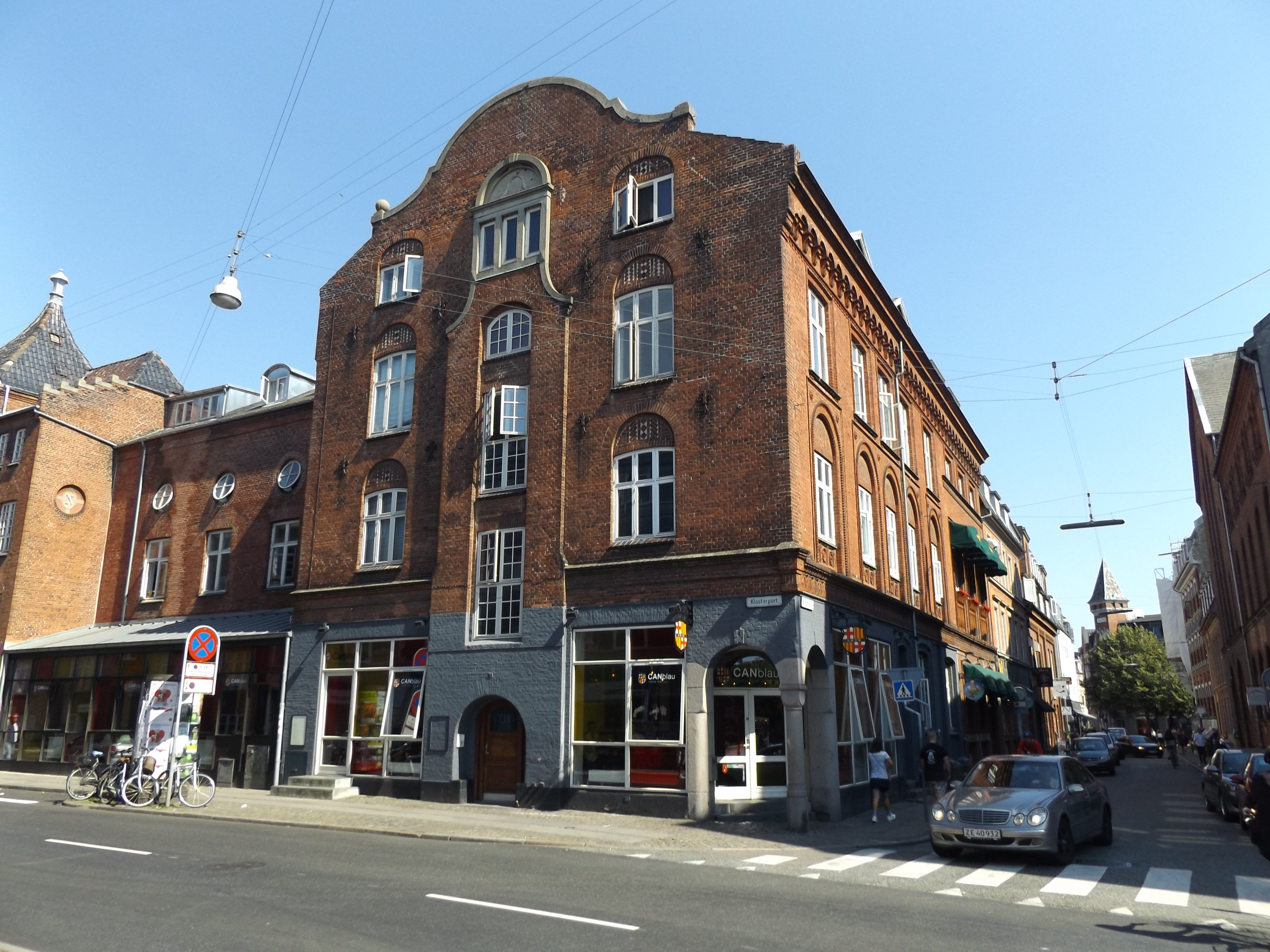
Elvirasminde

Elvirasminde är ett tidigare fabriksbyggnadskomplex i Århus i Danmark. Det uppfördes 1912 efter ritningar av Christian Frühstück Nielsen. 
Byggnaderna har sitt namn efter chokladföretaget Elvirasminde, vilket uppförde dem och drev chokladtillverkning där till 1960-talet. Chokladfabriken Elvirasminde grundades i Århus 1875 efter sammanslagningar av mindre företag. Fabriken byggdes vid Klostergade 1912.
Byggnadskomplexet omfattar 10.000 kvadratmeter vid en av Århus äldsta gator. Det är en av många byggnader i neoklassiskt stil som Christian Frühstück Nielsen ritat i Århus. Fabriken har byggts ut vid flera tillfällen, men behållit sitt enhetliga utseende. Det är en röd tegelbyggnad i fyra våningar med valmat tak och takkupor.